# تلفاز ثلاثي الأبعاد

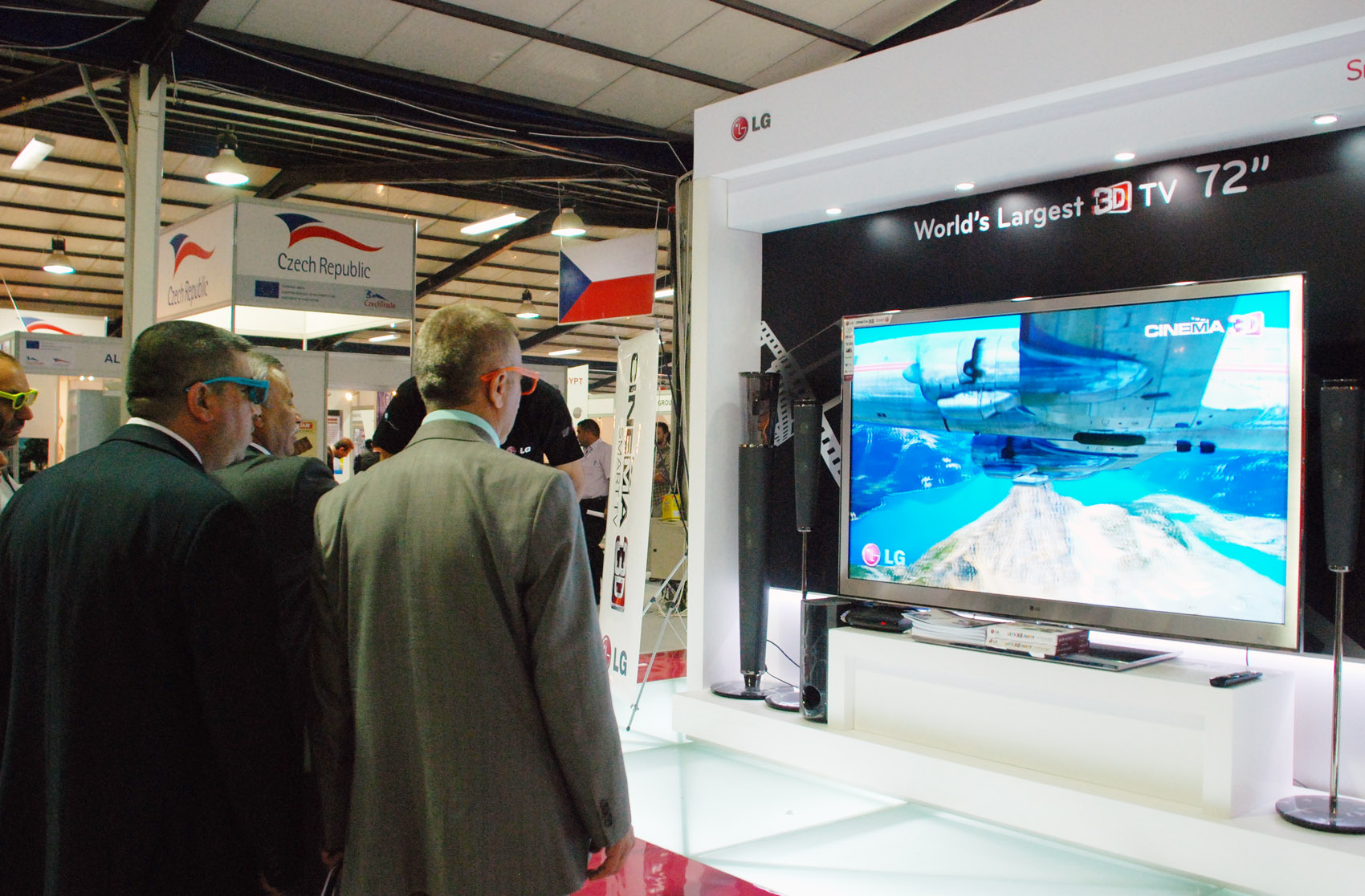
مثال لتلفزيون ثلاثي الأبعاد

تلفاز ثلاثي الابعاد (بالإنجليزية: 3D television)‏ هو نوع من أنواع التلفاز التي تنقل مفهوم إدراك العمق للمشاهد من خلال تقنيات متعددة كالتصوير ثلاثي الأبعاد، و هو تطور مهم في مجال التكنولوجيا. معظم أجهزة التلفاز ثلاثية الأبعاد الحديثة تستخدم نظارات خاصة للمشاهدة وبعضها تستخدم المجسمات الصغيرة من دون الحاجة إلى نظارات.
وفقاً للإحصائيات فإن التلفاز ثلاثي الأبعاد سجل تصديرا بواسطة شحنات كبيرة بلغت 41.45 مليون جهاز تلفاز في العام 2012، مقارنة مع 24.14 مليون جهاز في العام 2011 و2.26 مليون في عام 2010. . واعتبارا من أواخر العام 2013 بدأ عدد مشاهدي التلفاز ثلاثي الأبعاد في الانخفاض.

## قراءة إضافية
- Mansi Sharma; Santanu Chaudhury; Brejesh Lall; M.S. Venkatesh (2014). "A flexible architecture for multi-view 3DTV based on uncalibrated cameras". Journal of Visual Communication and Image Representation. ج. 25 ع. 4: 599–621. DOI:10.1016/j.jvcir.2013.07.012. مؤرشف من الأصل في 2015-09-24.{{استشهاد بدورية محكمة}}:  صيانة الاستشهاد: أسماء متعددة: قائمة المؤلفين (link)

- Anil Fernando؛ Stewart T. Worrall؛ Erhan Ekmekcioǧlu (2013). 3DTV: Processing and Transmission of 3D Video Signals. Wiley. ISBN:9781119997320.
- Mansi Sharma; Santanu Chaudhury; Brejesh Lall; (2012). "3DTV view generation with virtual pan/tilt/zoom functionality". Proceedings of the Eighth Indian Conference on Computer Vision, Graphics and Image Processing, ACM New York, NY, USA. DOI:10.1145/2425333.2425374. مؤرشف من الأصل في 2016-02-01.{{استشهاد بمنشورات مؤتمر}}:  صيانة الاستشهاد: أسماء متعددة: قائمة المؤلفين (link) صيانة الاستشهاد: علامات ترقيم زائدة (link)

- Mansi Sharma; Santanu Chaudhury; Brejesh Lall; (2013). "Space-Time Parameterized Variety Manifolds: A Novel Approach for Arbitrary Multi-perspective 3D View Generation". International Conference on 3D Vision - 3DV 2013, 2013. ص. 358–365. DOI:10.1109/3DV.2013.54. مؤرشف من http://ieeexplore.ieee.org/xpls/abs_all.jsp?arnumber=6599097 الأصل في 2014-08-10. {{استشهاد بمنشورات مؤتمر}}: تحقق من قيمة |مسار= (مساعدة)صيانة الاستشهاد: أسماء متعددة: قائمة المؤلفين (link) صيانة الاستشهاد: علامات ترقيم زائدة (link)